# Zirka Frómeta Castillo
Zirka Frometa Castillo (née le 7 juin 1963 à Santiago de Cuba, à Cuba), est une joueuse d'échecs cubaine qui remporte trois fois le championnat de Cuba d'échecs féminin.

## Palmarès individuel

### Palmarès national
Du début des années 1980 au milieu des années 2000, Zirka Frometa est l'une des principales joueuses d'échecs de Cuba. Elle remporte trois fois le championnat de Cuba d'échecs féminins, en 1981, 1983 et 1987. En 2008 à San Salvador, elle remporte également le championnat panaméricain d'échecs féminin.

### Parcours lors des interzonaux
Parcours Zirka Frometa participe à plusieurs reprises aux tournois interzonaux qualificatifs pour le championnat du monde d'échecs féminin :
- en 1985, au tournoi interzonal qui se déroule à La Havane, elle partage la 11e-12e place avec Asela de Armas Pérez[2] ;
- en 1987, au tournoi interzonal qui se déroule à Tuzla, en Yougoslavie elle se classe 17e[3].

## Palmarès en compétitions par équipe
Zirka Frometa joue pour Cuba lors de plusieurs Olympiades d'échecs féminines : 
- En 1984, elle occupe le troisième échiquier lors de la 26e Olympiade d'échecs qui se déroule à Thessalonique, en Grèce (+6, = 1, -4),
- En 1986, elle occupe le troisième échiquier lors de la 27e Olympiade d'échecs qui se déroule à Dubaï, aux Émirats arabes unis (+8, = 2, -2) et remporte la médaille de bronze individuelle,
- En 1988, elle occupe le deuxième échiquier lors de la 28e Olympiade d'échecs qui se déroule à Thessalonique, en Grèce (+7, = 2, -4),
- En 1990, elle occupe le premier échiquier de réserve lors de la 29e Olympiade d'échecs qui se déroule à Novi Sad, en Yougoslavie (+7, = 0, -4),
- En 1994, elle occupe le troisième échiquier lors de la 31e Olympiade d'échecs qui se déroule à Moscou, en Russie (+4, = 1, -5),
- En 2002, elle occupe le troisième échiquier lors de la 35e Olympiade d'échecs qui se déroule à Bled, en Slovénie (+3, = 2, -5).

## Titres internationaux
En 1979, elle reçoit le titre de maître international féminin et celui de Grand maître international féminin en 2008.